# Holmger Ulfsson (Ama)
Holmger Ulfsson (Ama), död mellan 1307–1308, var en svensk riddare.

## Biografi
Holmger Ulfsson (Ama) var son riddaren och riksrådet Ulf Holmgersson (Ama) och Cecilia Haraldsdotter (vingad lilja). Han nämns första gången 1288 som elev. Holmger Ulfsson blev senast 1303 riddare och var 1305 kamrer hos kung Birger. Han avled mellan 1307 och 1 februari 1308, samt begravdes i Alvastra kloster.

### Egendom
Holmger Ulfsson ägde gods i Norra Vedbo härad och Tjust härad i Småland, Bobergs härad och Hanekinds härad i Östergötland, Villåttinge härad i Södermanland och i Västerås.

### Familj
Holmger Ulfsson var 1307 gift med Ingegärd. De fick tillsammans dottern Kristina Holmgersdotter (Ama) (levde 1335).